# كارول ريمير دافيس
كارول آن ريمير دافيس قائدة منطاد واختصاصية أشعة، أمريكية الجنسية ولدت في الثامن والعشرين من نوفمبر عام 1944 وتوفيت في التاسع والعشرين من سبتمبر عام 2010.
تعتبر أول امرآة تفوز بكأس جوردون بينيت في التحليق بالمنطاد مع شريكها البحار ريتشارد ابروزو. و تم تكريمها في عام 2005 بهذه المناسبة .

## حادثة وفاتهما
في التاسع والعشرين من سبتمبر عام 2010 أختفيا فوق البحر الأدرياتيكي. ووجد جثمانهما على الساحل الإيطالي للبحر الأدرياتيكي في السادس من سبتمبر عام 2010.

## بداية حياتها ودراستها
ولدت ريمير دافيس في دنفر في كلورادو في الثامن والعشرين من نوفمبر عام 1944 والديها هما دكتور شارلس وماريون ريمير. تخرجت من جامعة كلورادو وحصلت على درجة البكالوريوس، وحصلت على درجة الدكتوراة من مركز العلوم الصحية بجامعة كلورادو

## مسار مهني
عملت لمدة 22 عاماً كطبيبة جراحة بالطيران في جيش الولايات المتحدة  وتقاعدت في رتبة عقيد في عام 2001
عملت أيضا في المكسيك الجديدة، وبعدها عملت كأخصائي أشعة متخصصة في قراءة صورة الثدي الشعاعية، في دينفار في كلورادو حتى وقت فاتها. 

## منضاد
أصبحت دافيس مهمتة بمنطاد الهواء الساخن في عام 1972 مع زوجها، تم التصريح لها بالتحليق في منطاد الهواء الساخن في عام 1973، وبعد عامين صرح لها بالتحليق في منطاد الغاز وحصلت على ديبلوما مونتيجولفار كمكافأة ، وأصبحت مدرس جامعي في البيكورك منذ عام 1982 إلى عام 1986. شاركت في جوردون بيينيت. وفي عام 2004 كانت أول سيدة تفوز في هذا كأس جوردون بيينيت وحصلت على الكأس مع ريتشارد أبروزو في عام 2005.
في الخامس وعشرين من سبتمبر عام 2010، أقلع أبروزو ورايمير ديفيس من بريستول في إنجلترا أثناء سباق جوردون بيينيت. سافرا معاً مسافة 1,092 ميل (1,757 كيلو متر) حيث انقطع الاتصال بجهاز التعقب في التاسع والعشرين من سبتمبر عام 2010، وانقطع الاتصال بين ابروزو وبين رجال الطقس.
أوضحت أجهزة الرادار أن المنطاد هبط باتجاه البحر بسرعة 50 ميل في الساعة، مع أنه يوجد بالمنطاد الكثير من أجهزة النجاة ووسائل الاتصال.
وبدأت الطائرات والقوارب وطاقم الإنقاذ في البحث عنهم فوق البحر الأدرياتيكي، حيث صادف وقت اختفائهم حدوث عواصف رعدية فوق البحر الأدرياتيكي، تكاتفت جهود الإنقاذ لمدة خمسة أيام بين طاقم الطائرات الجوية بالسواحل الكرواتية والطائرات الحربية بالولايات المتحدة وحراس السواحل الإيطالية. وفي السادس من ديسمبر وجد صائد جثمانهما على ساحل بالقرب من فيزتا.

## َحياة شخصية
تزوجت من جون دافيس في عام 1968 وأنجبت طفلتين. وكان زوجها قائد منضاد. وكانت من هواة التزحلق على الجليد وفازت في العديد من السباقات.